# Metro v Pekingu

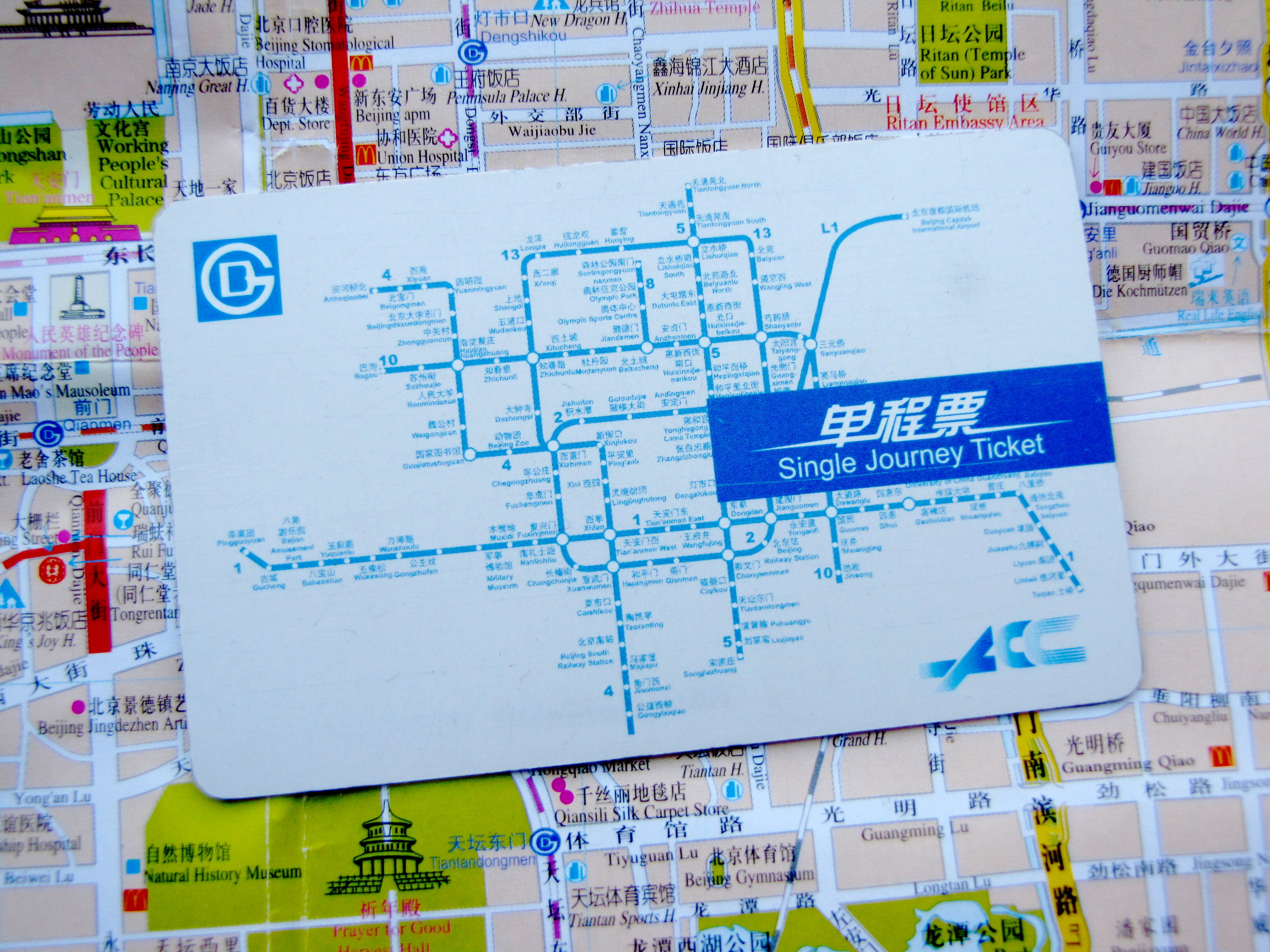
Jízdenka pro jednu jízdu

Metro v Pekingu (čínsky v českém přepisu pej-ťing ti-tchie, pchin-jinem běijīng dìtiě, znaky zjednodušené 北京地铁, tradiční 北京地鐵) je systém metra v Pekingu, hlavním městě Číny. K červenci 2022 sestává z 27 linek (z toho dvou tramvajových), na nichž je obsluhováno 463 stanic, z toho 73 přestupních. Celkem síť metra měří 783 km. Po metru v Šanghaji je síť pekingského metra druhá nejdelší na světě. Ve výstavbě je také dalších 10 linek. Do roku 2025 by síť metra mělo tvořit 30 linek o celkové délce 1 177 km.
V roce 2021 metro v Pekingu přepravilo 3,066 miliardy cestujících. Rekordní počet přepravených cestujících během jednoho dne byl 13,753 milionu osob (12. července 2019).

## Historie
První linka byla otevřena v roce 1969. V rámci pevninské Číny se jedná o nejstarší metro.

## Linkové vedení
|                      |          |           |                              |                          |              |            |
| Linka                | Otevřeno | Rozšíření | Konečné stanice              | Konečné stanice          | Počet stanic | Délka (km) |
| 1                    | 1969     | 2021      | Ku-čcheng                    | S’-chuej-tung            | 22           | 31         |
| 2                    | 1984     | 1987      | okružní trať                 | okružní trať             | 18           | 23,1       |
| 4                    | 2009     | 2010      | Kung-ji si-čchiao            | An-chej-čchiao sever     | 24           | 28,2       |
| 5                    | 2007     | –         | Sung-ťia-čuang               | Tchien-tchung-jüan sever | 23           | 27,6       |
| 6                    | 2012     | 2018      | Ťin-an-čchiao                | Lu-čcheng                | 33           | 53,1       |
| 7                    | 2014     | 2021      | Peking západ                 | Universal Resort         | 30           | 40,3       |
| 8                    | 2008     | 2021      | Ču-sin-čuang                 | Jing-chaj                | 34           | 51,6       |
| 9                    | 2011     | 2012      | Národní knihovna             | Kuo-kung-čuang           | 13           | 16,5       |
| 10                   | 2008     | 2013      | okružní trať                 | okružní trať             | 45           | 57,1       |
| 11                   | 2021     | –         | Ťin-an-čchiao                | Sin-šou-kang             | 3            | 4,2        |
| 13                   | 2002     | 2003      | Si-č’-men                    | Tung-č’-men              | 17           | 40,9       |
| 14                   | 2013     | 2021      | Čang-kuo-čuang               | Šang-ke-čuang            | 33           | 50,8       |
| 15                   | 2010     | 2014      | Čching-chua tung-lu si-kchou | Feng-po                  | 20           | 41,4       |
| 16                   | 2016     | 2021      | Pej-an-che                   | Jü-jüan-tchan tung-men   | 16           | 31,5       |
| 17                   | 2021     | –         | Š’-li-che                    | Ťia-chuej-chu            | 7            | 15,8       |
| 19                   | 2021     | –         | Mu-tan-jüan                  | Sin-kung                 | 10           | 20,9       |
| Pa-tchung            | 2003     | 2021      | Kao-pej-tien                 | Universal Resort         | 13           | 23,4       |
| Ta-sing              | 2010     | –         | Sin-kung                     | Tchien-kung-jüan         | 11           | 21,8       |
| I-čuang              | 2010     | 2018      | Sung-ťia-čuang               | Nádraží I-čuang          | 14           | 23,2       |
| Čchang-pching        | 2010     | 2021      | Čchang-pching si-šan-kchou   | Nádraží Čching-che       | 13           | 33,4       |
| Fang-šan             | 2010     | 2020      | Tung-kuan-tchou jih          | Jen-cchun východ         | 16           | 31,8       |
| Jen-fang             | 2017     | –         | Jen-cchun východ             | Jen-šan                  | 9            | 14,4       |
| S1                   | 2017     | 2021      | Š’-čchang                    | Pching-kuo-jüan          | 8            | 10,2       |
| Letiště Hlavní město | 2008     | 2021      | Pej-sin-čchiao               | Terminál 2 / Terminál 3  | 5            | 30         |
| Letiště Ta-sing      | 2019     | –         | Cchao-čchiao                 | Letiště Ta-sing          | 3            | 41,36      |
| Si-ťiao              | 2017     | –         | Siang-šan                    | Pa-kou                   | 6            | 9          |
| I-čuang T1           | 2020     | –         | Čchü-čuang                   | Ting-chaj-jüan           | 14           | 11,9       |